# Experimentos de Santos Dumont em Mônaco
Em 1902, após vencer o Prêmio Deutsch no ano anterior, o inventor brasileiro Alberto Santos Dumont partiu para Mônaco realizar uma série de experiências com seu dirigível, que foram descritas como tendo o único objetivo de reunir informações para o inventor.
Entre os dias 28 de janeiro de 14 de fevereiro de 1902 Santos Dumont realizou 5 voos, com o último terminando em um acidente na Baía de Mônaco.

## Antecedentes
Em 1901 Santos Dumont venceu o prêmio Deutsch após circundar a Torre Eiffel com o dirigível Nº6. Desagradado pela controvérsia na entrega do prêmio e exausto pela atenção midiática, Santos Dumont demitiu-se do Aéro-Club de France e aceitou o convite realizado pelo príncipe Alberto I de Mônaco tendo como intermediário Duc de Dino, após ter iniciado suas negociações no final de outubro, para trabalhar em Mônaco. Em parte, ele também aceitou o convite devido ao clima em Paris naquela época do ano e porque o Príncipe de Mônaco construiria um Aeródromo e financiaria seus experimentos.
Seus objetivos em Mônaco eram o de comprovar a utilidade militar do dirigível sobre a água, devido a analistas militares terem sugerido que os dirigíveis poderiam atuar em missões de reconhecimento para a marinha, como também uma possível travessia da França a Córsega em fevereiro de 1902.

## Experimentos

### Preparação

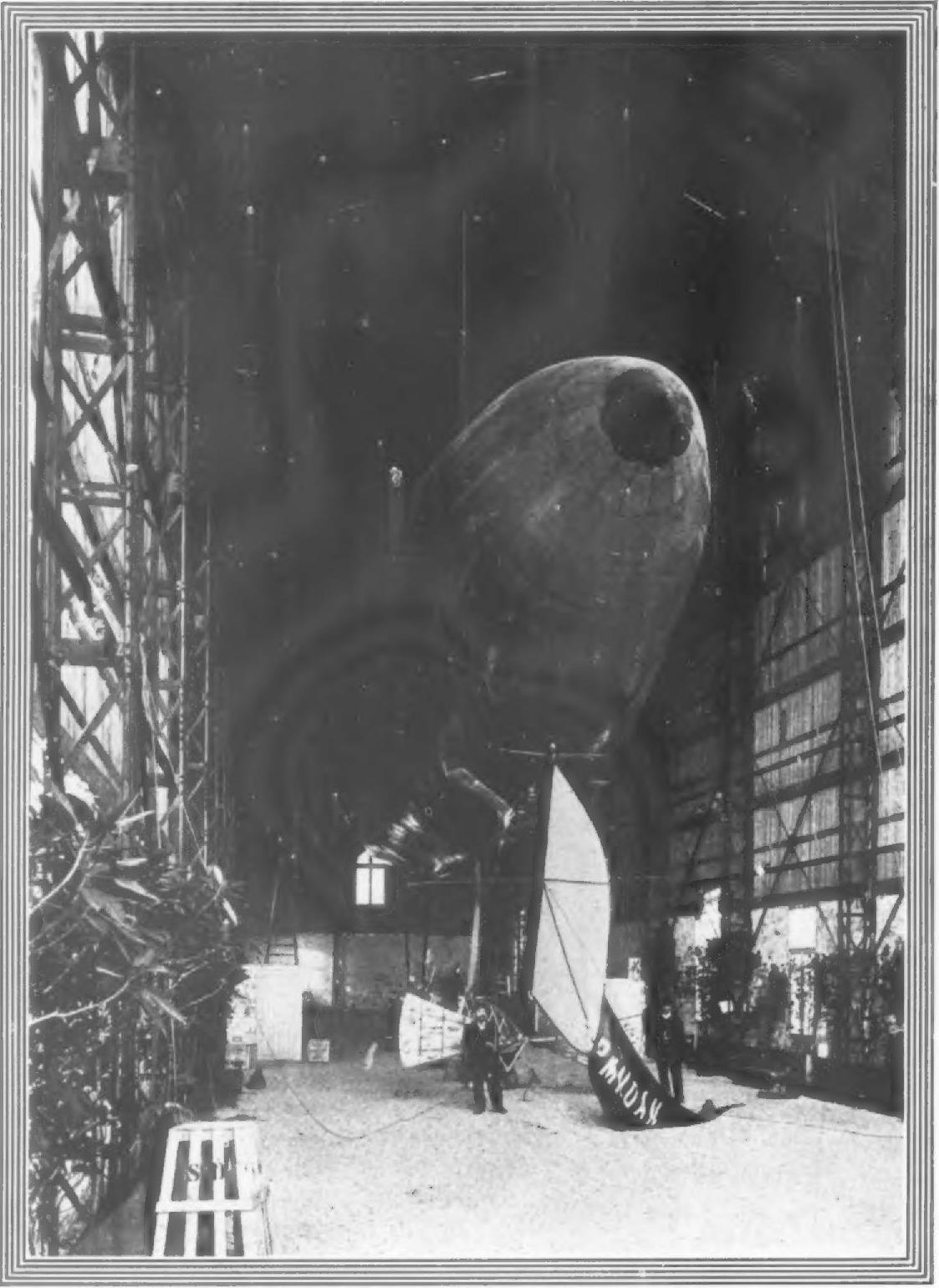
Interior do Aeródromo

Santos Dumont havia chegado em Mônaco aos fins de janeiro de 1902, quando o Aeródromo, construído na avenida Boulevard de la Condamine e ocupando as zonas chamadas de "Terras de Radziwill", já estava completo. A usina de produção de hidrogênio foi construída em um mês, o que, somado com o tempo de construção do Aeródromo, foi um processo de três meses. Era uma construção sólida, para evitar o mesmo destino do Aeródromo Francês em Toulon, que foi levado por tempestades.
O Aeródromo tinha 55 metros de comprimento, 10 de largura e 15 de altura. As portas tinham 15 metros de altura por 5 de largura e 4390 quilos, sendo as maiores já construídas na época, batendo um recorde mundial de peso e sendo de responsabilidade do engenheiro-construtor de Santos Dumont, Sr. Cabiraut. Apesar das dimensões, o equilíbrio era tal que no dia da abertura do Aeródromo elas foram abertas pelos Príncipes Constantinesco e Marescotti Ruspoli, com respectivamente 8 e 10 anos.
A usina de hidrogênio, entre as ruas Louis e Antoinette, comportava seis toneladas métricas de ácido sulfúrico junto da mesma quantidade de limalhas de ferro que, quando misturadas, criava oito metros cúbicos de hidrogênio por hora, permitindo inflar o dirigível em dez horas. Ao ligar a usina no dia 22 de janeiro de 1902, o público entrou em pânico quando a Baía de Mônaco ficou vermelha, o que levou à suspensão do processo e Santos Dumont teve de explicar às autoridades que o material liberado era somente ferrugem e não trazia malefícios para a vida marinha, além do material ter passado por três estágios de purificação antes de ser liberado.

### 1º voo

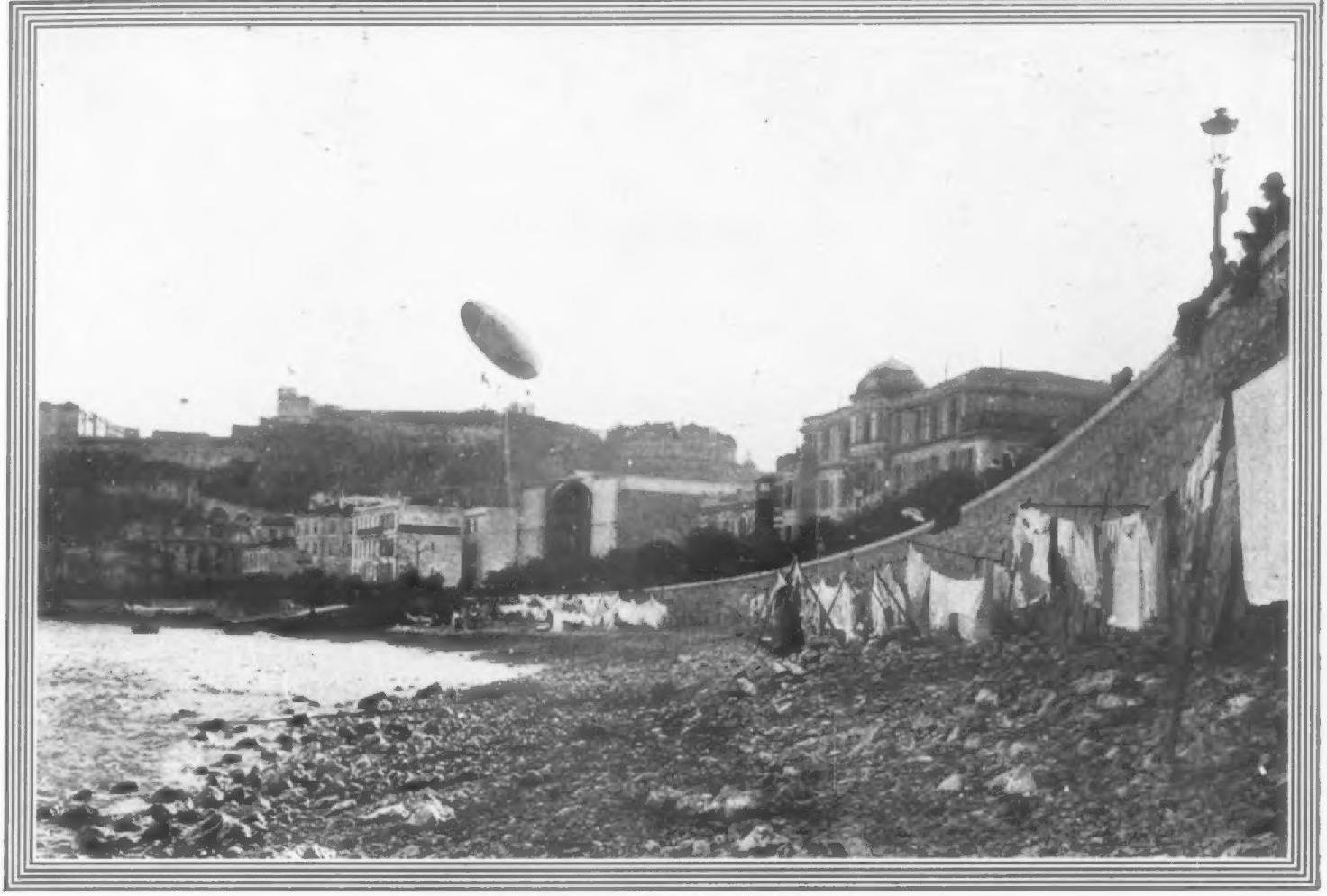
O dirigível se aproximando com a parede marítima logo abaixo

O primeiro voo ocorreu no dia 28 de janeiro de 1902, com Santos Dumont, que quase tendo caído no mar na decolagem, adentrou a Baía de Mônaco e logo retornou para o Aeródromo em alta velocidade, tendo ficado entre 10 e 50 metros do mar durante todo o processo. A primeira experiência logo apontou as deficiências do modo de pouso: devido à parede marítima, a equipe responsável por ajudar o dirigível a pousar se colocava numa situação difícil devido à altura da obstrução. Com isso, foi proposto colocar uma plataforma de pouso logo acima desta área. Apesar disso, Santos Dumont foi capaz de se aproximar da parede, desligar o motor e entrar com o impulso natural do dirigível sobre o público que assistia o voo. O voo teve 30 minutos de duração e cerca de seis mil pessoas assistiram à experiência.

### 2º voo
Na mesma tarde ocorreu um segundo voo que mais que assinalou as dificuldades de pouso e após o Príncipe propor derrubar a parede, desta vez Santos Dumont propôs criar uma plataforma de pouso, o que foi realizado após doze dias de trabalho e durante a construção ocorreu uma das raras aparições públicas da Imperatriz Eugénia, viúva de Napoleão III. O segundo voo durou 45 minutos e o Príncipe Alberto I reconheceu o risco do dirigível manobrar tão perto da cidade, devido à chance de um vento o arremessar contra as casas.

### 3º voo

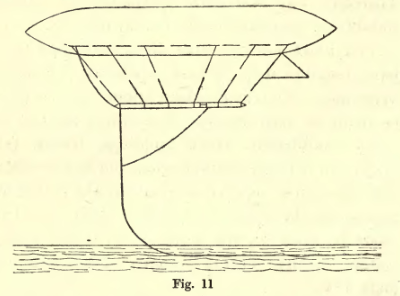
Esquema mostrando a posição do cabo-pendente sobre a água

O terceiro voo ocorreu no dia 10 de fevereiro de 1902, onde logo notaram a facilidade no lançamento que a plataforma ofereceu. O dirigível decolou com facilidade e logo se dirigiu ao oceano, com o cabo-pendente marítimo sendo arrastado na água como um estabilizador e mantendo-se a 50 metros do oceano. O voo durou cerca de uma hora.
A distância que Santos Dumont percorria durante estes experimentos era maior do que quando circunavegou a Torre Eiffel, além de conseguir enfrentar ventos de alta velocidade.

### 4º voo
O quarto voo ocorreu no dia 12 de fevereiro de 1902, atingindo a maior distância do Aeródromo, pois Santos Dumont planejava voar até a Itália. O dirigível foi perseguido pelo iate "Princesse Alice" do Príncipe de Mônaco e, na costa, Clarence Grey Dinsmore e Isidore Kahenstein, perseguiram o dirigível em seus carros e só conseguiram se igualar a velocidade do dirigível ao se colocarem em alta velocidade.

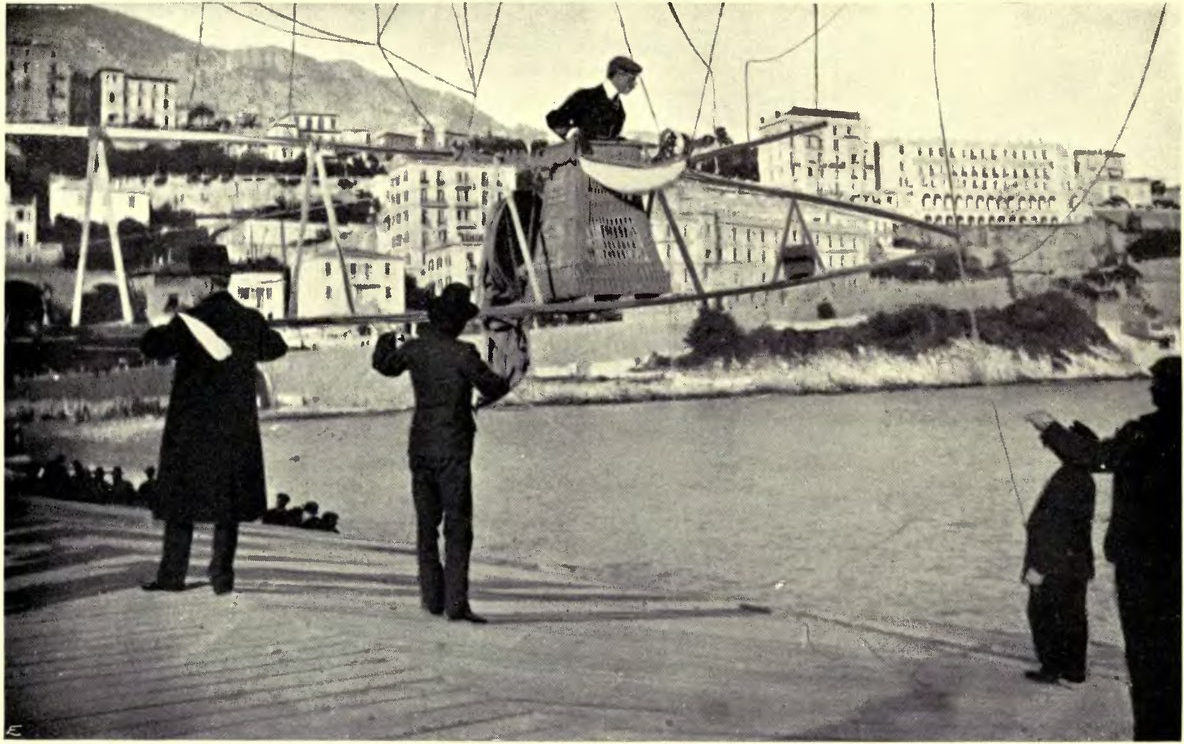
Santos Dumont em seu dirigível no dia 12 de fevereiro

O dirigível, apesar de enfrentar ventos contrários, logo atravessou 1 quilômetro em menos de cinco minutos, assim ficando totalmente isolado. Então, o vento aumentou, a chuva começou, o que levou Santos Dumont dar meia volta e, ajudado pelo vento em seu favor, retornou para a Baía de Mônaco. Meia hora após seu pouso, uma tempestade começou. O Príncipe de Mônaco sofreu uma contusão ao tentar agarrar o cabo-pendente em sua embarcação durante o estágio do pouso e o choque, quando finalmente conseguiram agarrar, fez com que algumas cordas de piano, que eram utilizadas na estrutura do dirigível, se quebrassem. Apesar do acidente, Alberto I continuou apoiando as experiências de Santos Dumont.
O principal risco neste voo, algo que o aviador só reconheceu posteriormente, foi devido ao navio responsável por rebocá-lo: devido à fumaça aquecida com faíscas avermelhadas que saiam pela chaminé e chegavam no invólucro, existiu o risco de uma explosão letal.

### Voo final

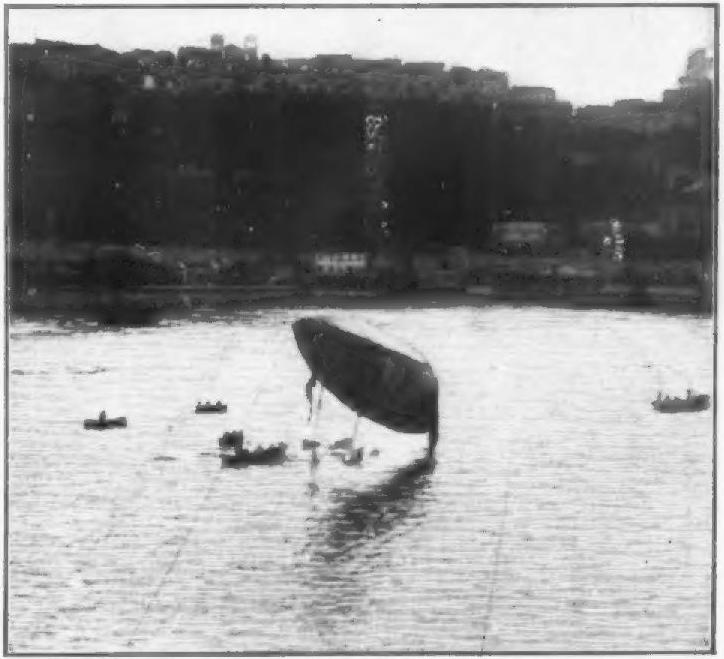
O dirigível em queda

O último voo ocorreu no dia 14 de fevereiro de 1902. O dirigível saiu de seu Aeródromo na tarde do mesmo dia, visando atravessar o Mediterrâneo, sendo escoltado pelos navios "Princesse Alice" e "Varuna".
Por não estar perfeitamente inflado, devido ao que ele descreveu tratar-se de uma negligência, o dirigível não se comportou bem logo de início. Notando a falta de força ascensional, Santos Dumont começou a soltar balasto para compensar e passou a aumentar a inclinação do dirigível, esperando que o motor também compensasse pela falta de força ascensional. Porém, uma nuvem deixou de bloquear o Sol, cujos raios fizeram o gás hidrogênio dilatar e aumentar a força ascensional, exagerando a inclinação que o aviador havia realizado. Devido ao desequilíbrio e ao peso do cabo-pendente, o dirigível subiu de forma violenta e desequilibrada, por um momento ficando totalmente perpendicular após um golpe de vento vindo de Tête de Chien [en] atingi-lo.
Com o dirigível desequilibrado e o risco de explosão devido ao funcionamento do motor, cujas hélices estavam destruindo a estrutura, Alberto Santos Dumont abortou o voo abrindo a válvula e gradualmente caindo no mar, apesar de que inicialmente pareceu que ele cairia numa área pedregosa perto do campo Tir aux Pigeons. Ele não abandonou o dirigível até estar submerso até o pescoço, quando então subiu a bordo do "Princesse Alice" e passou a dirigir o resgate do equipamento. O envelope ainda com gás chegou a estourar durante o processo de resgate e o motor foi posteriormente resgatado por mergulhadores.

## Consequências
O equipamento do Nº6 foi resgatado do mar e enviado para reparos em Paris, apesar da criação de um fundo de financiamento dos reparos em Mônaco, algo que o aviador recusou. Com o Nº7 então em construção, os experimentos foram interrompidos e Santos Dumont retornou para Paris. Muitos especialistas chegaram a propor que Santos Dumont levasse um co-piloto, porém na época não existia ninguém com experiência o bastante para acompanhá-lo. Após o acidente, Santos Dumont passou a realizar o check-list antes de cada voo e reconhecendo que um pouso na água não era garantia de que o dirigível não seria destruído, ele retornou seus experimentos em terra firme.
Após os eventos em Mônaco, o Nº6 ficou exposto no The Crystal Palace e Santos Dumont chegou a planejar voos na Inglaterra, mas o invólucro foi danificado após certo tempo, algo que Santos Dumont considerou ter sido um ato de sabotagem.